# Gåsholm (Kökar, Åland)
Gåsholm är en ö i Åland (Finland). Den ligger i Skärgårdshavet och i kommunen Kökar i landskapet Åland, i den sydvästra delen av landet. Ön ligger omkring 60 kilometer öster om Mariehamn och omkring 220 kilometer väster om Helsingfors.
Öns area är 7,6 hektar och dess största längd är 490 meter i öst-västlig riktning.